# 삼성퇴

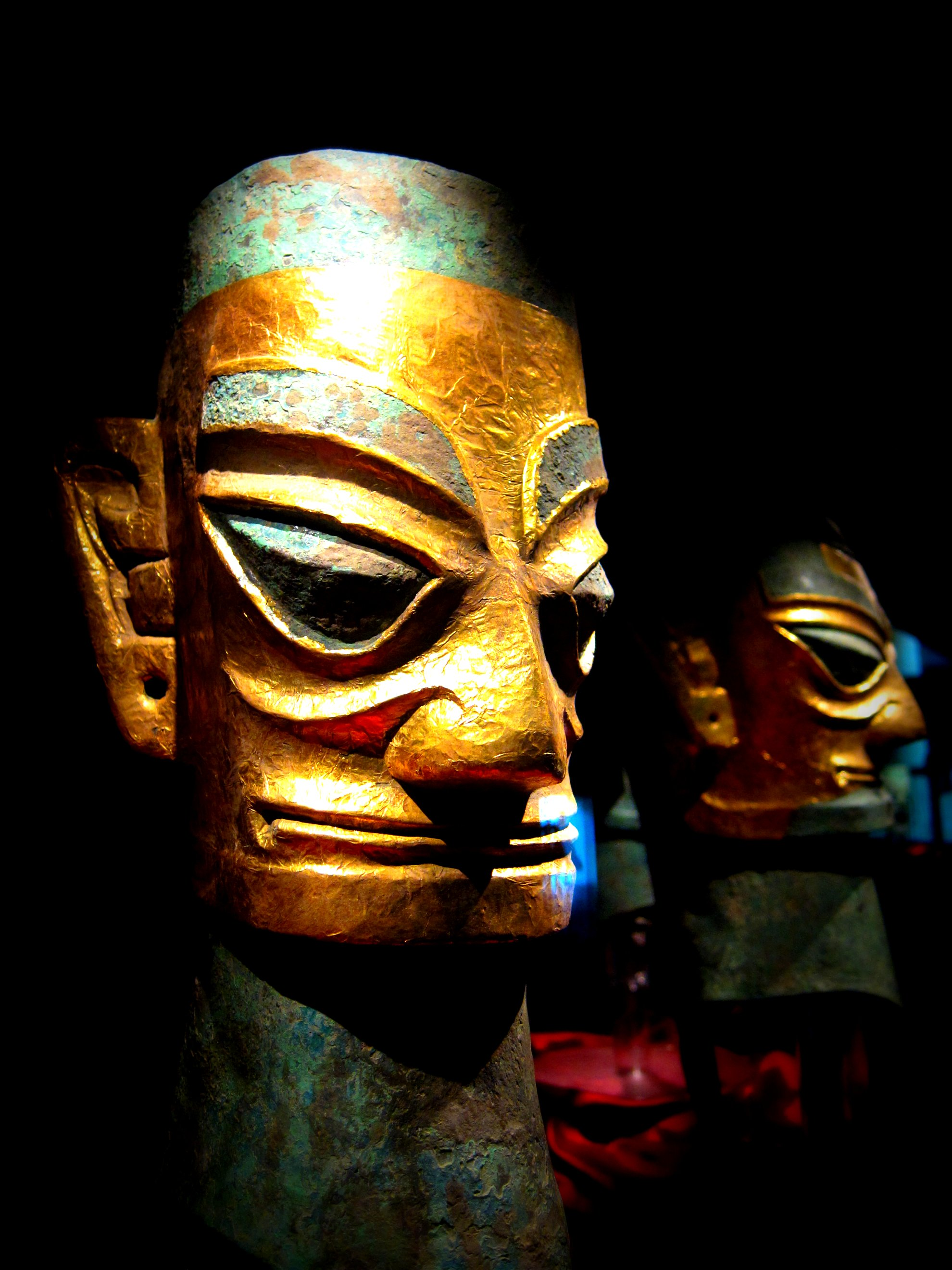
삼성퇴 유적에서 출토된 반면, 삼성퇴박물관

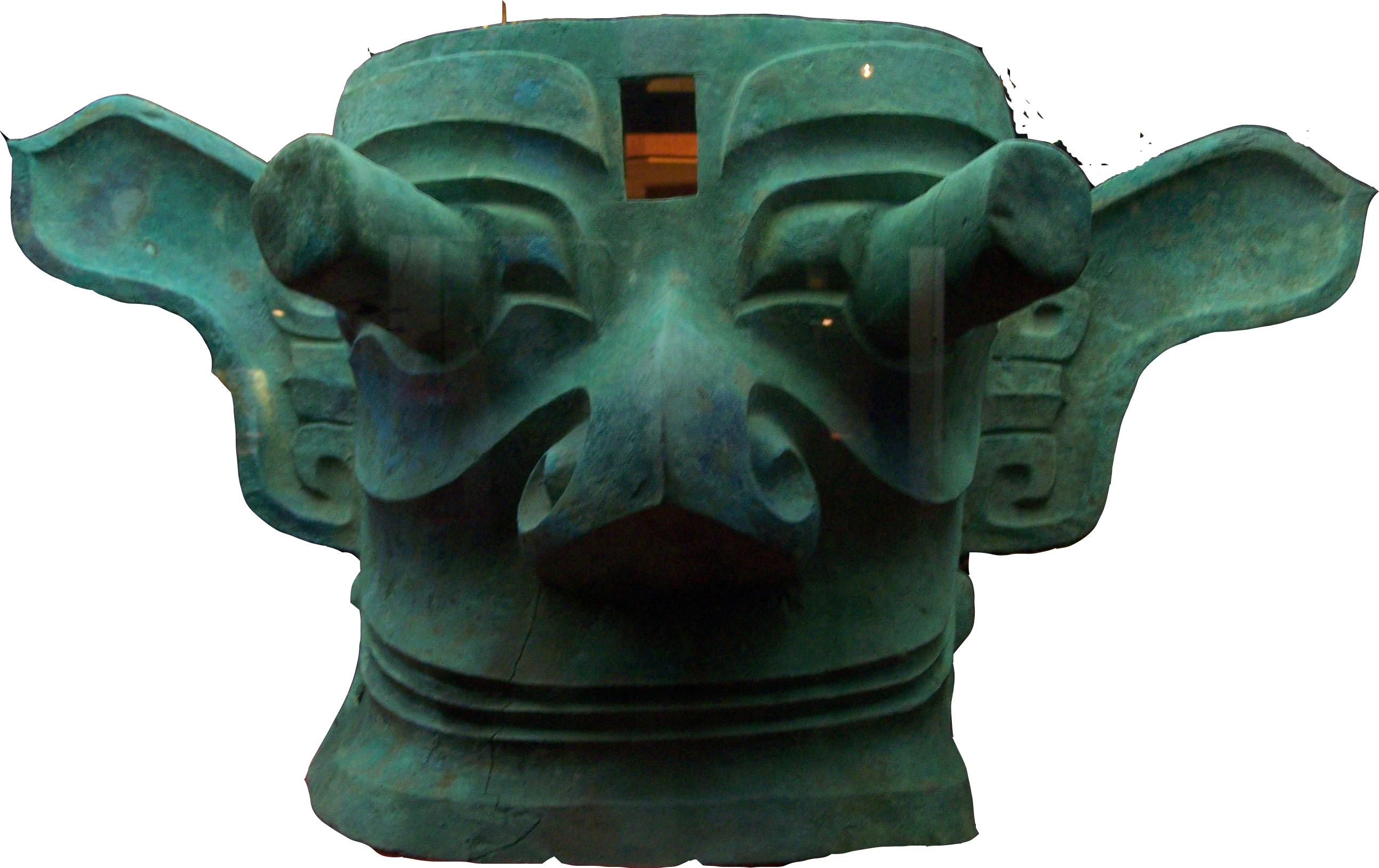
삼성퇴 유적에서 발굴된 가면

삼성퇴(중국어: 三星堆, 병음: Sānxīngduī 싼싱두이[*])는 장강 문명의 유적지의 하나로 중화인민공화국 쓰촨성 청두시에서 40 km 떨어진 고고학적 유적지이다. 삼성퇴에서 발굴된 유물들은 같은 시대의 알려진 중국 예술과 완전히 다른 독자적인 예술 양식을 나타내 고고학자들을 놀라게 하였다.

## 개요
삼성퇴 문화는 5000년~3000년 전의 고촉문화古蜀文化 유적으로, 1986년에 쓰촨성 광한 시의 삼성퇴에서 발견되어 그 이름을 따서 지었다. 기원 전 2000년, 혹은 그 이전의 유적이라고 생각되고 있는 매우 오래된 유적이다. 삼성퇴 유적은 1931년 영국의 목사인 도니도온(V.H.Donnithorne)이 현지민이 우연히 발굴한 옥기 등을 계기로 발견했다.
삼성퇴는 청동기 시대 문화로 기원 전 1200년경부터 고도의 청동기 제련기술을 보여 준다. 약 1천년 동안 지속하다가 갑자기 사라진 것으로 보인다. 삼성퇴 문화는 같은 시대의 상나라(은나라)와는 다른 방식의 청동 제조술을 발달시켰다. 놀랍게도 중국의 사가들은 삼성퇴 문화에 대한 직접적인 기록을 남기지 않아 유적 발굴 이전에는 그 존재가 알려지지 않고 있었다.
1929년 농부가 논의 물길을 파다 우연히 옥기를 여러 점 발굴하였다. 그 뒤 고고학자들이 그 부근을 여러 차례 조사했지만 별 소득이 없다가 1986년 우연히 2 개의 커다란 제물 구덩이를 발견하였다. 발견한 유물들은 고의적으로 파괴되고 불에 태워진 다음 구덩이 파묻힌 것들이다.
당시에 발견된 고도의 축산 기술의 존재도 학계의 관심을 끌기에 충분했지만 세계를 흥분시킨 것은 다량의 청동기 기물이었다. 대영 박물관의 태스크 로즌(Task Rosen)은 시안의 병마용갱보다도 우수하다고 평가했을 정도이다. 1997년에는 유적지에 삼성퇴 박물관이 세워져 유물들을 한 자리에서 볼 수 있게 하였다.
삼성퇴의 청동기 기물 가운데는 독수리 부리와 같은 부리를 가진 새 모양의 조각들도 있고 청동 종(鐘)과 뾰족한 코를 가진 청동 두상도 많이 있다. 또, 3 미터 높이의 청동 나무도 있다. 청동 두상의 일부는 황금 가면을 썼는데, 이는 삼성퇴 문화의 상징처럼 되었다.
유적에 나타난 삼성퇴 문화는 여러 시기로 나뉜다. 초기는 독립된 문화인 듯하고 그 뒤에는 고대 촉나라 등 주변의 문화에 합쳐진 것으로 보인다.
삼성퇴 문화는 규모와 유물의 내용면에서 고대 파촉 지역에 발달한 이 문명을 쓰촨 문명이라고도 한다.

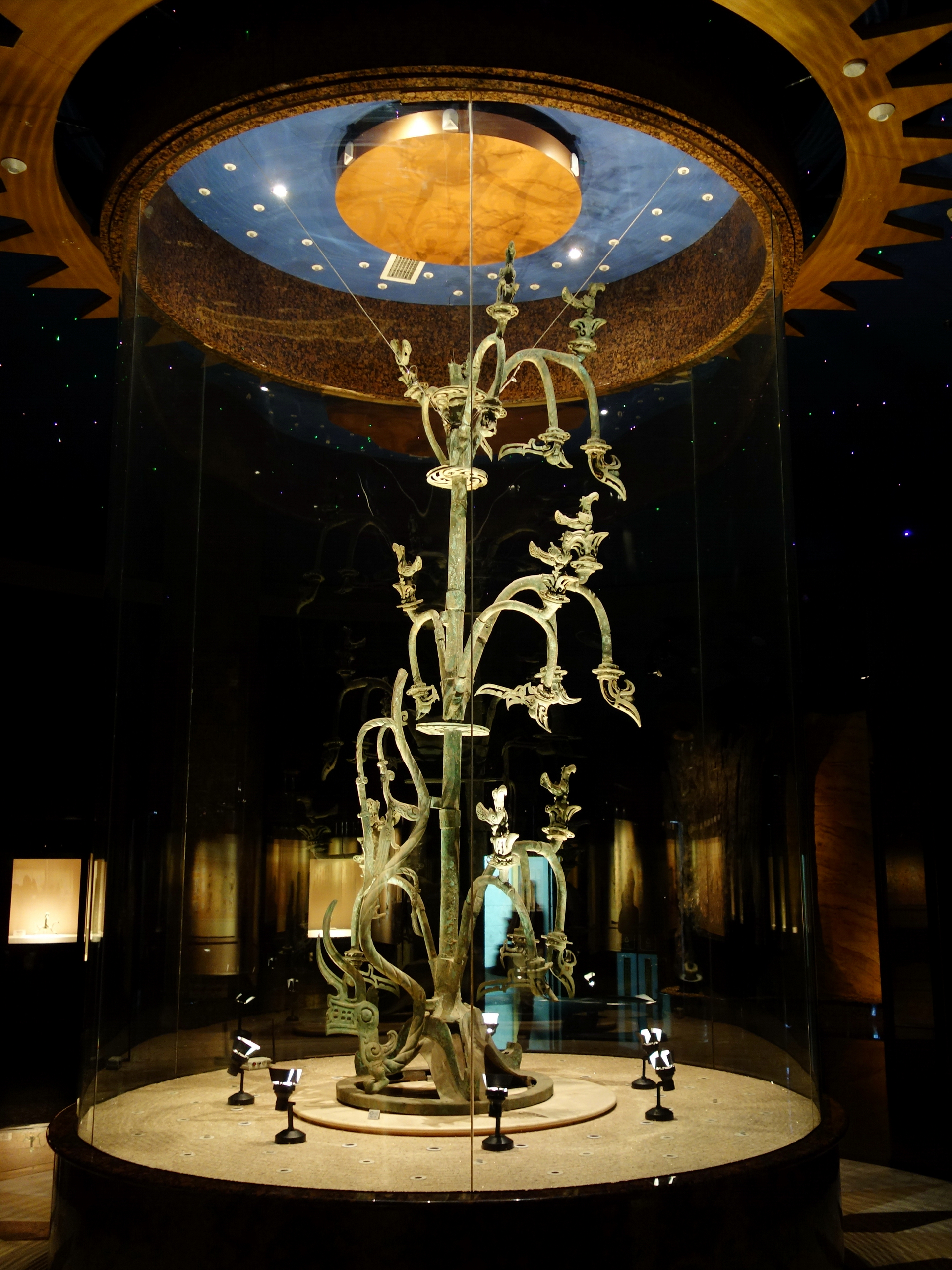
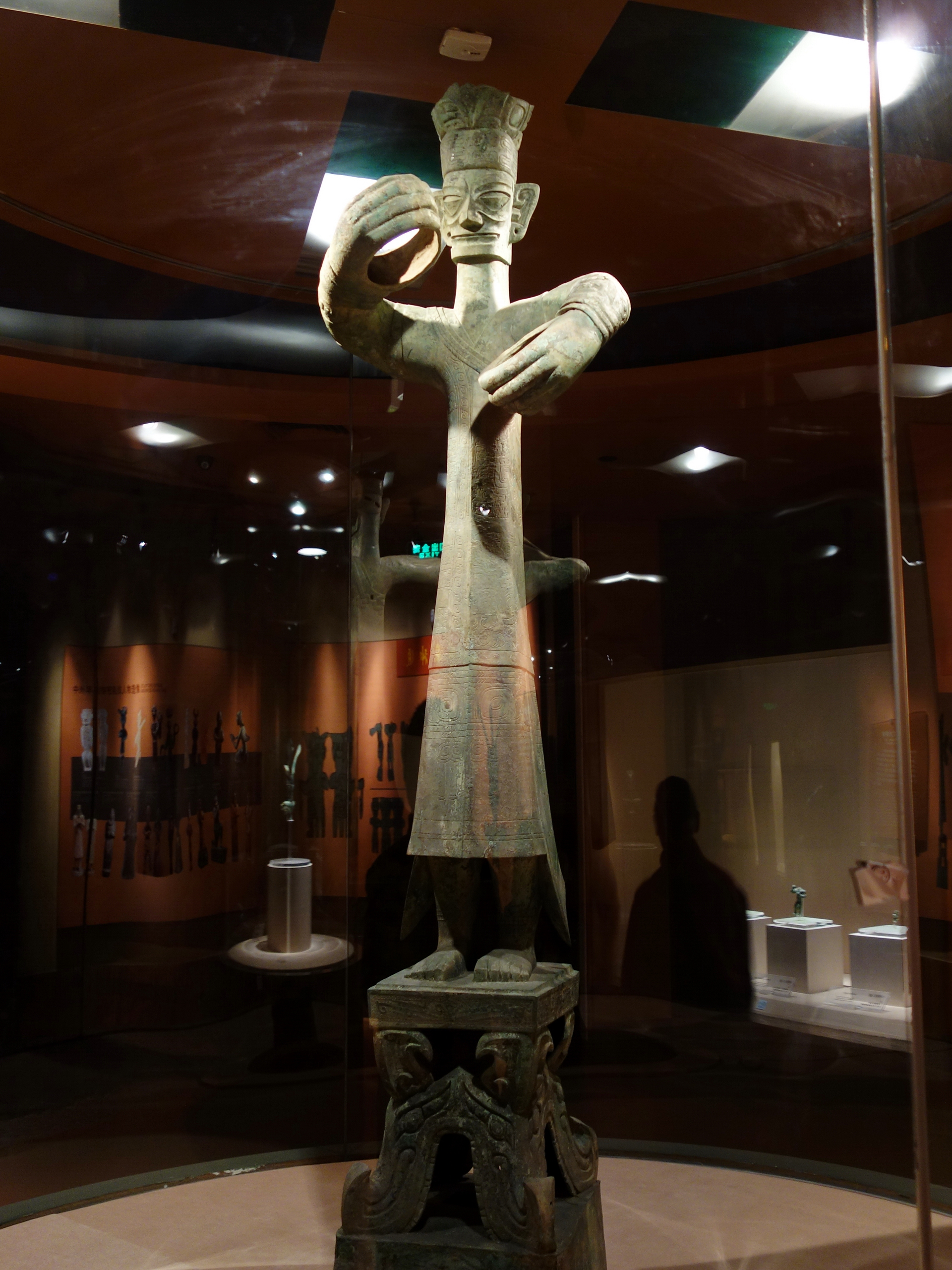
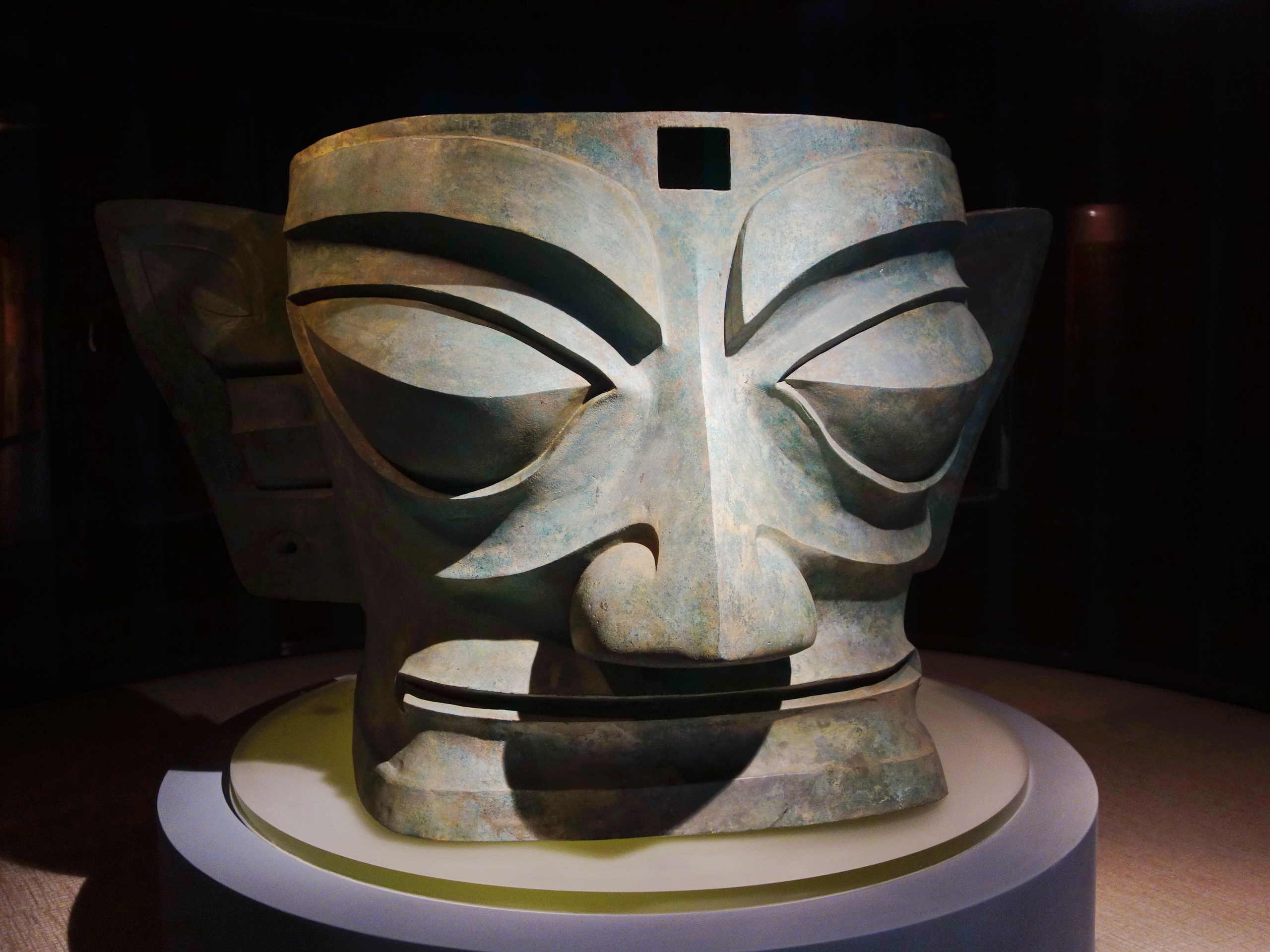
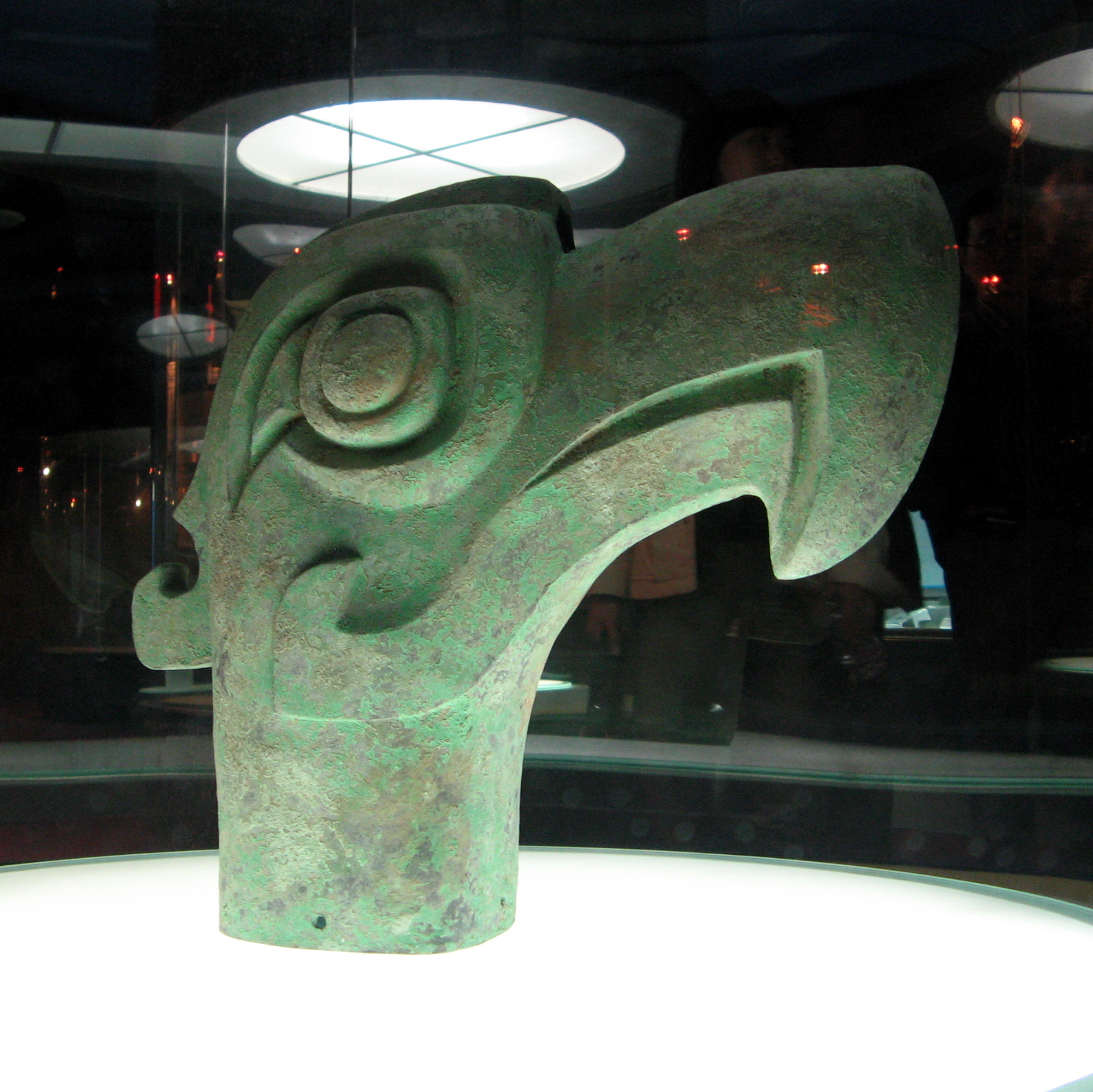
삼성퇴 독수리 머리 청동기
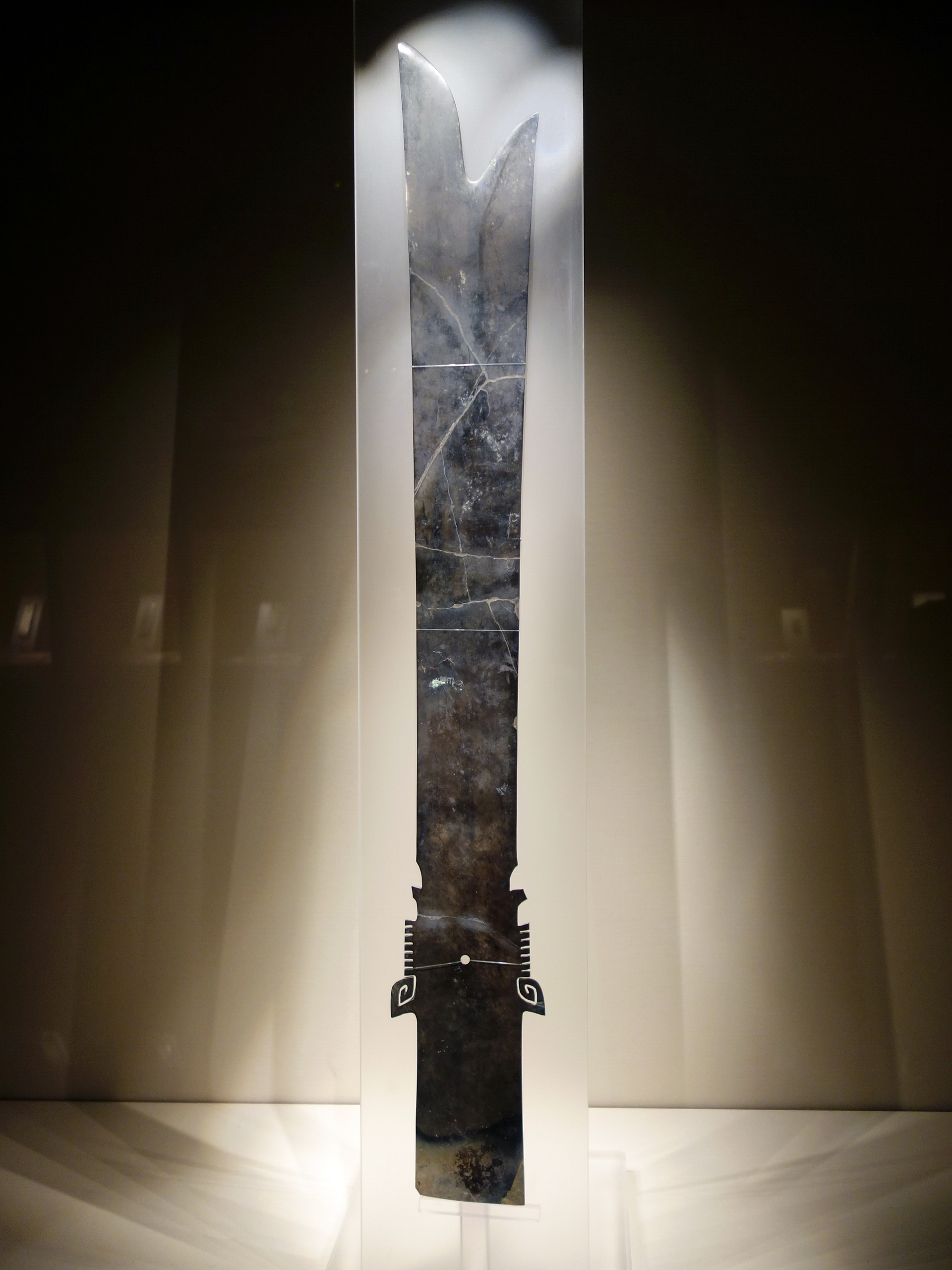

## 같이 보기
- 중국의 신석기 문화 목록
- 장강 문명
- 바오둔 문화
- 얼리강 문화
- 얼리터우 문화
- 우청 문화